# Stanisław Obertaniec
Stanisław Leszek Obertaniec (ur. 1 kwietnia 1948 w Ulesiu) – polski polityk, senator I kadencji.

## Życiorys
Uzyskał licencjat w zakresie dziennikarstwa i komunikacji społecznej – jest absolwentem Wydziału Filologicznego Uniwersytetu Wrocławskiego. Wcześniej ukończył II Liceum Ogólnokształcące w Legnicy (1966), a następnie Pomaturalne Studium Techniki Dentystycznej we Wrocławiu, gdzie zdobył kwalifikacje technika dentystycznego. W zawodzie ortodonty (w Zakładzie Protetyki ZOZ Legnica) przepracował ponad dwadzieścia lat (1968–1989).
Od 1966 do 1975 działał w Duszpasterstwie Akademickim w Legnicy. W latach 70. współpracował też z ROPCiO, w 1980 wstąpił do „Solidarności”. Zasiadał we władzach regionalnych związku. W stanie wojennym został internowany na okres od 13 grudnia 1981 do 29 kwietnia 1982. W latach 80. działał w podziemiu, za co został dyscyplinarnie zwolniony z pracy.
W 1989 został senatorem I kadencji, wybranym w województwie legnickim z ramienia Komitetu Obywatelskiego. Zasiadał w Komisji Polityki Społecznej i Zdrowia oraz Komisji Spraw Zagranicznych. Od 1991 kieruje legnickim Radiem L, następnie Radiem Plus. Należał w latach 90. do Porozumienia Centrum i Stronnictwa Konserwatywno-Ludowego. Później przystąpił do Prawa i Sprawiedliwości. Z jego listy bez powodzenia kandydował w 2010 do sejmiku województwa dolnośląskiego.
W 2013, za wybitne zasługi dla przemian demokratycznych w Polsce, za osiągnięcia w działalności państwowej i publicznej, odznaczony Krzyżem Oficerskim Orderu Odrodzenia Polski.

## Życie prywatne
Żonaty (żona Anna), mają trzy córki i syna. Razem z żoną Anną przez wiele lat śpiewał (baryton) w legnickim chórze „Madrygał” pod dyrekcją Henryka Karlińskiego. Został wiceprezesem zarządu Fundacji Pawła Jurosa.